# Single numer jeden w roku 1996 (Japonia)
Notowanie Weekly Singles Chart (jap. 週間シングルチャート Shūkan Shinguru Chāto) przedstawia najlepiej sprzedające się single w Japonii. Publikowane jest ono przez magazyn Oricon Style, a dane kompletowane są przez Oricon w oparciu o cotygodniowe wyniki sprzedaży fizycznej singli. Poniżej znajdują się tabele prezentujące najpopularniejsze single w danych tygodniach w roku 1996.

## Oricon Weekly Singles Chart
| Data            | Utwór | Wykonawca                            | Źródło |
| --------------- | --- | ------------------------------------ | ------ |
| 1 stycznia      | „To Love You More” | Céline Dion with Klyzler & Company   | [ 1 ]  |
| 8 stycznia      | wstrzymanie publikacji | wstrzymanie publikacji               | [ 1 ]  |
| 15 stycznia     | „DEPARTURES” | globe                                | [ 1 ]  |
| 22 stycznia     | „My Friend” (jap. マイ フレンド)                                                                                                 | Zard                                 | [ 1 ]  |
| 29 stycznia     | „DEPARTURES” | globe                                | [ 1 ]  |
| 5 lutego        | „DEPARTURES” | globe                                | [ 1 ]  |
| 12 lutego       | „Sora mo toberu hazu” (jap. 空も飛べるはず)                                                                                      | Spitz                                | [ 1 ]  |
| 19 lutego       | „Na mo naki uta” (jap. 名もなき詩)                                                                                               | Mr. Children                         | [ 1 ]  |
| 26 lutego       | „MADE IN JAPAN/Daijōbu” (jap. MADE IN JAPAN/大丈夫)                                                                              | V6/Coming Century                    | [ 1 ]  |
| 4 marca         | „Sobakasu” (jap. そばかす) | JUDY AND MARY                        | [ 1 ]  |
| 11 marca        | „DAHLIA” | X JAPAN                              | [ 1 ]  |
| 18 marca        | „Mienai chikara ~INVISIBLE ONE~/MOVE” (jap. ミエナイチカラ 〜INVISIBLE ONE〜/MOVE)                                               | B’z                                  | [ 1 ]  |
| 25 kwietnia     | „Don't wanna cry” | Namie Amuro                          | [ 1 ]  |
| 1 kwietnia      | „Don't wanna cry” | Namie Amuro                          | [ 1 ]  |
| 8 kwietnia      | „END OF SORROW” | Luna Sea                             | [ 1 ]  |
| 15 kwietnia     | „Don't wanna cry” | Namie Amuro                          | [ 1 ]  |
| 22 kwietnia     | „Hana -Memento-Mori-” (jap. 花 -Memento-Mori-)                                                                                   | Mr. Children                         | [ 1 ]  |
| 29 kwietnia     | „Hana -Memento-Mori-” (jap. 花 -Memento-Mori-)                                                                                   | Mr. Children                         | [ 1 ]  |
| 6 maja          | „Anata ni aitakute ~Missing You~/Ashita e to kakedashite yukō” (jap. あなたに逢いたくて〜Missing You〜/明日へと駆け出してゆこう) | Seiko Matsuda                        | [ 1 ]  |
| 13 maja         | „Cherry” (jap. チェリー) | Spitz                                | [ 1 ]  |
| 20 maja         | „Kokoro o hiraite” (jap. 心を開いて)                                                                                             | Zard                                 | [ 1 ]  |
| 27 maja         | „Real Thing Shakes” | B’z                                  | [ 1 ]  |
| 3 czerwca       | „Ai no kotodama ~Spiritual Message~” (jap. 愛の言霊 〜Spiritual Message〜)                                                       | Southern All Stars                   | [ 1 ]  |
| 10 czerwca      | „BEAT YOUR HEART/STAY GOLD” | V6/Coming Century                    | [ 1 ]  |
| 17 czerwca      | „You're my sunshine” | Namie Amuro                          | [ 1 ]  |
| 24 czerwca      | „You're my sunshine” | Namie Amuro                          | [ 1 ]  |
| 1 lipca         | „LA LA LA LOVE SONG” (jap. LA・LA・LA LOVE SONG)                                                                                 | Toshinobu Kubota with Naomi Campbell | [ 1 ]  |
| 8 lipca         | „STAY” (jap. そばかす) | Kyōsuke Himuro                       | [ 1 ]  |
| 15 lipca        | „Ai no kotodama ~Spiritual Message~”                                                                                             | Southern All Stars                   | [ 1 ]  |
| 22 lipca        | „Forever Love” | X JAPAN                              | [ 1 ]  |
| 29 lipca        | „Aoi inazuma” (jap. 青いイナズマ)                                                                                                | SMAP                                 | [ 1 ]  |
| 5 sierpnia      | „Namida no kage” (jap. 涙の影)                                                                                                   | Sharam Q                             | [ 1 ]  |
| 12 sierpnia     | „Atsuku nare” (jap. 熱くなれ) | Maki Ōguro                           | [ 1 ]  |
| 19 sierpnia     | „Machine-gun o buppanase -Mr.Children Bootleg-” (jap. マシンガンをぶっ放せ -Mr.Children Bootleg-)                                | Mr. Children                         | [ 1 ]  |
| 26 sierpnia     | „SQUALL” | Kyōsuke Himuro                       | [ 1 ]  |
| 2 września      | „Another Orion” | Fumiya Fujii                         | [ 1 ]  |
| 9 września      | „Is this love” | globe                                | [ 1 ]  |
| 16 września     | „Another Orion” | Fumiya Fujii                         | [ 1 ]  |
| 23 września     | „Nagisa” (jap. 渚) | Spitz                                | [ 1 ]  |
| 30 września     | „TAKE ME HIGHER/sukisa sukkyanen” (jap. TAKE ME HIGHER/スキさ すっきゃねん)                                                      | V6/Coming Century                    | [ 1 ]  |
| 7 października  | „Swallowtail Butterfly ~Ai no uta~” (jap. Swallowtail Butterfly 〜あいのうた〜)                                                  | YEN TOWN BAND                        | [ 1 ]  |
| 14 października | „save your dream” | Tomomi Kahara                        | [ 1 ]  |
| 21 października | „Kore ga watashi no ikiru michi” (jap. これが私の生きる道)                                                                       | PUFFY                                | [ 1 ]  |
| 28 października | „Kore ga watashi no ikiru michi” (jap. これが私の生きる道)                                                                       | PUFFY                                | [ 1 ]  |
| 4 listopada     | „Kore ga watashi no ikiru michi” (jap. これが私の生きる道)                                                                       | PUFFY                                | [ 1 ]  |
| 11 listopada    | „Can't Stop Fallin' in Love” | globe                                | [ 1 ]  |
| 18 listopada    | „PRIDE” | Miki Imai                            | [ 1 ]  |
| 25 listopada    | „Can't Stop Fallin' in Love” | globe                                | [ 1 ]  |
| 2 grudnia       | „SHAKE” | SMAP                                 | [ 1 ]  |
| 9 grudnia       | „a walk in the park” | Namie Amuro                          | [ 1 ]  |
| 16 grudnia      | „YES ~free flower~” | My Little Lover                      | [ 1 ]  |
| 23 grudnia      | „PRIDE” | Miki Imai                            | [ 1 ]  |
| 30 grudnia      | „PRIDE” | Miki Imai                            | [ 1 ]  |